# Línia evolutiva de Goldeen
Aquesta línia evolutiva de Pokémon inclou Goldeen i Seaking.

## Goldeen
Goldeen és una de les espècies que apareixen a la franquícia Pokémon, una sèrie de videojocs, anime, mangues, llibres, cartes col·leccionables i altres mitjans que va ser inventada per Satoshi Tajiri i ha generat milers de milions de dòlars en beneficis per a Nintendo i Game Freak. És de tipus aigua i evoluciona en Seaking. En el joc Pokémon Go es necessiten 50 caramels de Goldeen per evolucionar-lo a Seaking.

## Seaking
Seaking és una de les espècies que apareixen a la franquícia Pokémon, una sèrie de videojocs, anime, mangues, llibres, cartes col·leccionables i altres mitjans que va ser inventada per Satoshi Tajiri i ha generat milers de milions de dòlars en beneficis per a Nintendo i Game Freak. És de tipus aigua i evoluciona de Goldeen.